# Ошин
Ошин Хетумян (10 січня 1283 —  20 липня 1320) — 11-й король Кілікійської Вірменії, 21-й за ліком правитель Кілікії. Походив з династії Хетумідів (Хетумян)

## Життєпис
Народився 1283 року в родині короля Левона II й королеви Керан. Був молодшим сином у родині.

### Прихід до влади
17 листопада 1307 року поблизу фортеці Аназарб, потрапивши у засідку, влаштовану монгольським полководцем, були вбиті молодий король Левон IV та його дядько Хетум II. Місце короля Кілікії стало вакантним. Буквально одразу Ошин позначив свої права на трон. Проти нього виступив його старший брат, колишній король Смбат, який, повернувшись із Константинополя, зажадав знову стати королем. Між братами розгорнулась серйозна боротьба, переможцем з якої вийшов Ошин. Офіційна коронація відбулась 4 вересня 1309 року в Тарсі, у церкві Святої Софії

### Внутрішня політика
Ставши офіційним правителем, Ошин подібно до свого попередника покладався на допомогу з боку католицьких країн і тому він продовжив політику латинізації вірменської держави. Незважаючи на запеклий спротив переважної більшості вірменського народу, він наполягав на постановах Сіського собору. У відповідь на це у 1308 та 1309 роках в країні мали місце масові заворушення й антиурядові демонстрації, в яких брали участь народні маси та духовні особи. Однак Ошин, учинивши криваву розправу над повстанцями, не прислухався до більшої частини населення своєї країни й духовенства. Придушення інакодумців супроводжувалось масовими стратами серед населення та знаті. Священнослужителі, які виступали проти унії були ув'язнені або вислані з країни. Після цього, 1317 року, він скликав Аданський собор, який підтвердив рішення собору попереднього.
Посилення зовнішньої загрози змушувало царський двір додержуватись унії, що, у свою чергу, посилювало опір народу, який з усіх сил опирався унії. Таким чином, перед загрозою нападу мусульман внутрішні суперечності мали згубні наслідки для держави.

### Зовнішня політика
Після убивства Левона монгольським полководцем Біларгу, Ошин зі своїм військом напав на монголів та вигнав їх із Кілікії. Незважаючи на те, що за наказом ільхана Біларгу був засуджений до смерті, союз вірменів і монголів після цього припинив своє існування. А за сім років, 1314, монголи здійснили свій перший набіг на Кілікію. З часом, вони поряд із тюрками та мамлюками, почали регулярно завдавати вірменській державі нападів.
Кілікійська зовнішня та внутрішня політика того часу цілковито орієнтувалась на захід, однак підтримки вірменські королі не відчували. Більше того, низка католицьких орденів, розквартированих у Кілікії з дозволу вірменських правителів, які отримали землі в обмін на обіцянку нести військову службу, часто порушували свою обіцянку. 1317 року Ошин, через їхню відмову надавати військову допомогу Кілікії, силою зброї відняв володіння низки католицьких орденів, конфіскувавши при цьому їхню казну. За рік, 1318, помітно погіршились вірменсько-кіпрські відносини. Ошин після придушення повстання Аморі Тірского надав притулок його дружині і своїй сестрі Ізабеллі, яка залишила острів із дітьми. Такий вчинок не сподобався Генріху II, окрім того Ошин вигнав з Кілікії госпітальєрів, які підтримували кіпрського короля. Відносини між Кіпрським та Кілікійським королівствами були на межі війни, та лише особисте втручання папи римського Івана XXII попередило військову сутичку.

### Смерть
Король Ошин помер 1320 року в Дразарку. Можливо, його було отруєно.

## Родина
Ошин був одружений двічі. Перша дружина, Ізабелла, була дочкою правителя Корікосу Хетума. Ізабелла народила двох синів: старший, проживши близько року, помер немовлям. Другим сином був майбутній король Левон V. У 1310/11 році Ізабелла померла. Перед королем постала необхідність вступу до нового шлюбного союзу. Планувалось, що другий шлюб Ошина буде з дочкою арагонського короля, принцесою Ізабеллою Арагонською. Її батько, Альфонсо IV, за заручини своєї доньки з Ошином планував отримати мощі святої Фекли, що містились у вірменському місті Тарс. Однак через протести кілікійської опозиції заручини було зірвано. Вдруге Ошин одружився 1316 року. Його супутницею стала Жанна Анжуйська, яка народила від нього сина. Останній теж прожив недовго й помер дитиною.